# Flight Facilities
Flight Facilities er en musikgruppe fra Sydney, Australien.

## Diskografi
- "Crave You" (featuring Giselle Rosselli) (2010)
- "Foreign Language" (featuring Jess Higgs) (2011)
- "With You" (featuring Grovesnor) (2012)
- "Clair De Lune" (featuring Christine Hoberg) (2012)
- "I Didn't Believe" (featuring Elizabeth Rose) (2013)

| Musikgruppe | Spire Denne artikel om en musikgruppe er en spire som bør udbygges. Du er velkommen til at hjælpe Wikipedia ved at udvide den. |